# IF Haga
IF Haga är en svensk idrottsförening från Ljungarum i Jönköping. Föreningen bildades år 1944 och har genom åren även utövat bandy och ishockey men har nu fotboll som enda gren, med spel i division 3 (herrar) samt en omfattande ungdomsverksamhet. Tidigare fanns ett damlag men ett sådant är i skrivande stund inte längre aktivt (2022). 
Det tidigare namnet IF Hagapojkarna ändrades genom årsmötesbeslut 2009.
Hemmaplan är Strömsbergsvallen som invigdes år 1985.
2023 vann IF Haga distriktsmästerskapet i Småland, efter att ha besegrat lokalrivalerna Jönköpings BK med 5-0. 
I och med segern i Smålandscupen, fick de en plats i playoffet till Svenska Cupen 2024. Där slog de ut Borens IK på straffar. I andra omgången av Svenska Cupen fick de känna på allsvenskt motstånd i Halmstads BK. Matchen slutade 0-2.